# Jerzywisniewskia
Jerzywisniewskia es una familia de ácaros perteneciente al orden Mesostigmata.

## Especies
La familia contiene las siguientes especies:
- Jerzywisniewskia Hirschmann, 1979
  - Jerzywisniewskia alwini (Wisniewski, 1979)
  - Jerzywisniewskia depilata (Trouessart, 1902)
  - Jerzywisniewskia depilatasimilis (Wisniewski, 1979)
  - Jerzywisniewskia fiedleri (Wisniewski, 1979)
  - Jerzywisniewskia treati (Hirschmann, 1980)